# Carlos Marín (cantante)
Carlos Marín Menchero (Rüsselsheim, 13 de octubre de 1968-Mánchester, 19 de diciembre de 2021) fue un cantante lírico, productor y mánager español con clasificación vocal de barítono.
Componente del cuarteto vocal internacional de pop operístico Il Divo, con quien publicó nueve álbumes de estudio y vendió más de 35 millones de discos en todo el mundo.
Actuó en un gran número de zarzuelas, musicales y óperas antes de formar parte de Il Divo; asimismo asumió la dirección de obras musicales. En su infancia publicó dos discos como solista, El pequeño Caruso (1976) y Mijn Lieve Mama (1978) en idioma neerlandés, que traducido al español sería Mi querida mamá.

## Biografía
Hijo de padres españoles, Carlos Marín y Magdalena Menchero, nació en Rüsselsheim, Alemania Occidental; fue criado en Mörfelden-Walldorf (Hesse, Alemania), aunque fue educado en Madrid desde los 12 años. Tenía una hermana llamada Rosa María. Hablaba español, alemán, inglés, italiano y francés.
Estudió canto con Alfredo Kraus, Montserrat Caballé y Jaume Aragall.
Se declaraba fan de Tom Jones, Elvis Presley y de Queen.[cita requerida]

## Trayectoria musical

### Niño prodigio
A los ocho años, este prodigio vocal lanzó su primer álbum producido por el Padre Abraham. El disco, titulado El pequeño Caruso, contenía canciones clásicas como O Sole Mio y Granada, llegando a cantar esta última ante una audiencia de 700 personas. A los diez años lanzó su segundo disco titulado Mijn Lieve Mama (Mi querida mamá). Ese comienzo musical le llevó a estudiar piano y solfeo.

### Solista
Con 20 años era una reconocida figura de la canción española, apareciendo en numerosos programas de televisión y cultivando diferentes estilos musicales con excelentes críticas. Se hizo un nombre en la industria musical y lírica participando en diversos concursos como cantante: el «Jacinto Guerrero» donde ganó el primer puesto, «Francisco Alonso» y «Julián Gayarre» en 1996, donde ganó el segundo puesto como mejor cantante masculino, entre otros.
Desde 2011, y en paralelo a Il Divo, Carlos realizaba conciertos y actuaciones en solitario, ese año realizó una serie de conciertos por España, titulando la gira Carlos Marín de IL DIVO, en concierto junto con Innocence, alcanzando lleno absoluto durante sus cuatro únicas actuaciones en el Teatro Compac Gran Vía de Madrid.
- El 19 de septiembre de 2015, realiza una actuación en la gala final del certamen de belleza Miss Earth de México.[6]
- Del 21 al 24 de enero de 2016, en el Teatro Compac Gran Vía de Madrid, Carlos realizó un show de 6 actuaciones, con la colaboración especial de Innocence, con la que ofrece varios dúos en directo. Durante casi dos horas, se interpretan grandes clásicos acompañados de una Big Band de 20 músicos, 12 bailarines y coros, al más puro estilo Las Vegas o Broadway, con temas de Frank Sinatra, Tom Jones o baladas latinas.[7] De estos conciertos en directo, se graba un DVD que saldrá a la venta a nivel mundial con Sony Music en primavera de 2016.[8]
- El 25 de noviembre de 2016 se presentó en el Teatro Metropolitan de la Ciudad de México, acompañado nuevamente por una Big Band, coristas y bailarines, y con la colaboración de Innocence, interpretando durante dos horas y media temas de grandes musicales, Frank Sinatra, Tom Jones y baladas latinas.
- El 14 de octubre de 2020 saca su segundo álbum como solista "Portrait", cuyo repertorio contiene lo mejor de los 80, 90 y comienzos del nuevo milenio, e incluye hits como Careless Whisper de George Michael, I don´t want to miss a thing de Aerosmith y dos dúos con Innocence: uno el invaluable Bohemian Rapsody de Queen y el otro Almost Paradise de la banda sonora de Footloose.

### Ópera, musicales y zarzuela
Actuó en diversos musicales, comenzando en 1993 como Marius en Los miserables de Víctor Hugo (Teatro Nuevo Apolo - Madrid), y más tarde en La bella y la bestia, en la que sufrió un accidente en el que se rompió una pierna, Grease donde interpretó el papel de Vince Fontaine, El diluvio que viene y como suplente de José Sacristán en El hombre de La Mancha. También colaboró en la producción de La Magia de Broadway y Peter Pan en el escenario y en CD, en este último compartió también las tareas de Productor y Director musical junto a Alberto Quintero.
Cantó en la película de animación The Nightmare Before Christmas (Pesadilla antes de Navidad) de Tim Burton y también fue la voz cantada del príncipe de la versión española de La Cenicienta de Disney, realizada en el año 2000.
En sus últimos años fue aclamado como primo barítono en varias óperas, incluyendo La Traviata, El barbero de Sevilla, La bohème, Lucía de Lammermoor y Madama Butterfly. Algunas de sus actuaciones estaban disponibles en CD, como la de Don Giglio en La capricciosa corretta o la versión de Damunt de Marina.
Marín también interpretaba zarzuela. Participó en las zarzuelas de los Jardines de Sabatini (junto al Palacio Real de Madrid), punto de encuentro de los amantes de la música en verano. Alguna de sus actuaciones se comercializaron en DVD, como La Gran Vía, La Revoltosa, donde hace el papel de Felipe y La verbena de la Paloma donde actúa de Julián.

### Productor y director musical
A comienzos del 2007 Carlos comienza a combinar Il Divo con su faceta como productor y director musical de la cantante Innocence. En 2016, Marín interpreta el tema musical de la telenovela de Televisa titulada Las amazonas, junto a la cantante Innocence.
También participó en la novela Mi corazón es tuyo cantando el 'Ave María' en la boda de Ana y Fernando (Silvia Navarro y Jorge Salinas).

### Il Divo

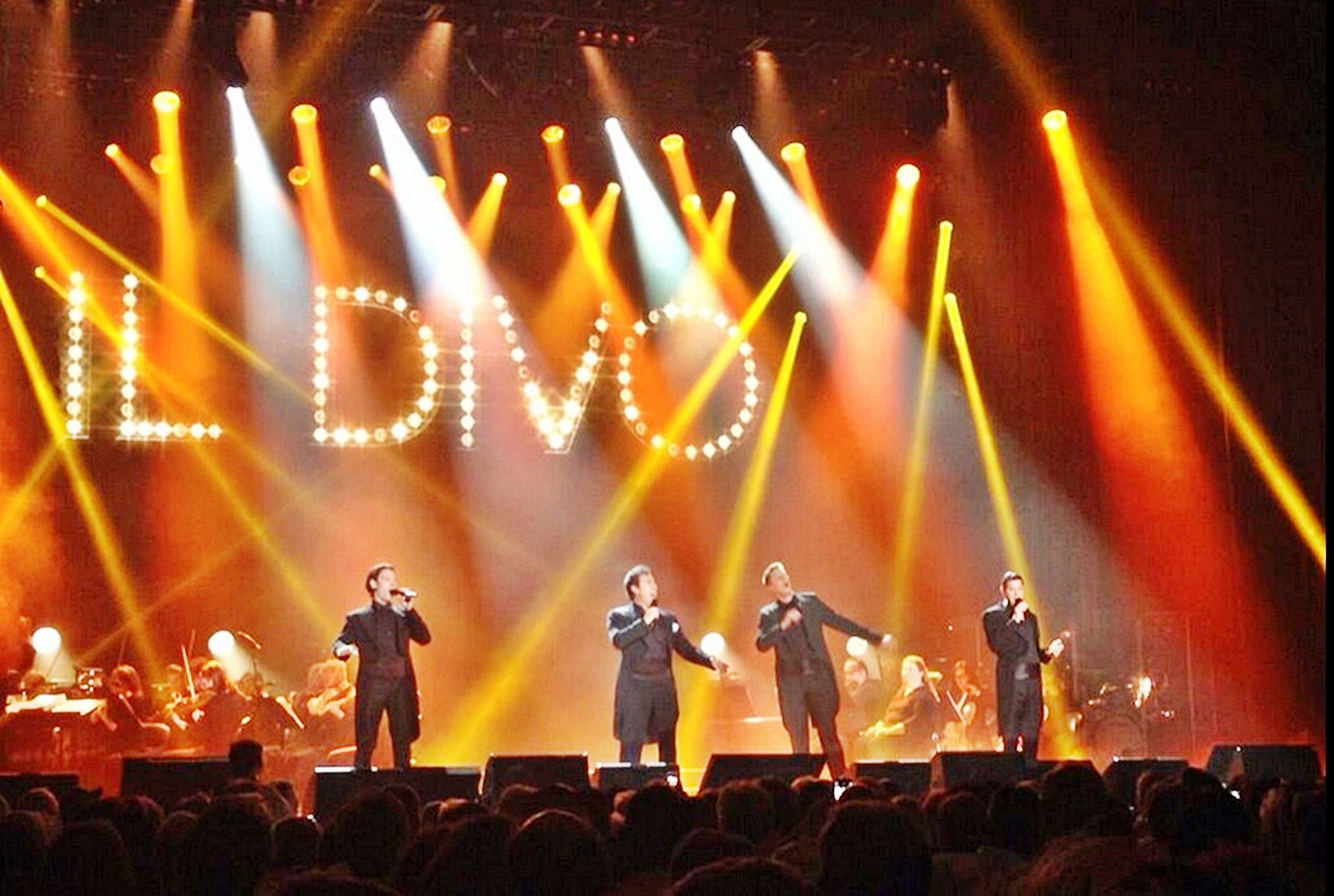
Il Divo.

Il Divo es un grupo musical que conjunta la lírica y la música culta con el pop y otros géneros musicales; el estilo denominado a nivel internacional como crossover clásico o pop operístico.

## Vida privada
Mantuvo una relación de 17 años con Geraldine Larrosa, a quien artísticamente se conoce como Innocence. Se casaron en el año 2006, aunque se divorciaron en febrero de 2009 de forma amistosa. 
Un tiempo después conoció a Kim Michelle Sharma, una actriz y modelo india, reconocida por actuar en películas de Bollywood. Estuvieron un par de años prometidos, pero se separaron justo antes de la fecha prevista para su boda. Mantuvieron una amistad durante cierto tiempo.

## Fallecimiento
Falleció el 19 de diciembre de 2021 a los 53 años de edad en el hospital Manchester Royal Infirmary, Mánchester, Inglaterra, tras permanecer varios días hospitalizado por complicaciones del COVID-19.

## Obras

### Musicales
- Los Miserables
- La Bella y la Bestia
- Grease
- El diluvio que viene
- El hombre de La Mancha
- La Magia de Broadway
- Peter Pan

### Ópera
- La Traviata
- El barbero de Sevilla
- La bohème
- Madama Butterfly
- Lucía de Lammermoor
- La capricciosa corretta
- Marina

### Zarzuela
- La Revoltosa

### Productor/director
- Peter Pan
- La verbena de la Paloma

## Discografía

### Solista
- 1976: El pequeño Caruso
- 1978: Mijn Lieve Mama (Mi querida mamá)
- 2016: Carlos Marín en Concierto
- 2020: Portrait